# Mi pecado
Mi pecado est une telenovela mexicaine diffusée en 2009 sur la chaîne Canal de las Estrellas.

## Distribution
- Maite Perroni : Lucrecia Córdoba
- Eugenio Siller : Julian Huerta
- Sergio Goyri : Don Gabino Roura’’
- Daniela Castro : Dona Rosario Cordoba
- Armando Araiza : Carmelo Roura
- Sabine Moussier : Justina Aldama de Huerta
- Altair Jarabo : Lorena Mendizabal
- Jessica Coch : Renata Valencia
- Francisco Gattorno : Rodolfo Huerta
- Roberto Blandón : Paulino Córdoba
- Tina Romero : Asunción Torres "Chona"
- Magda Karina : Delfina "Fina" Solís
- Ricardo Franco : Miguel Molina
- Úrsula Prats : Matilde Vda. de Molina
- Gilberto de Anda : Fidel Cruz
- Antonio Medellín : Modesto Flores
- Sergio Reynoso : Ernesto Mendizabal
- Dacia Arcaráz : Irene Valenzuela
- Rafael Goyri : Simón Méndez
- Jackie Garcia : Blanca "Blanquita" Quiroga
- Gabriela Carrillo : Teresa "Tere" Roura Valdivia
- María Prado : Doña Rita López
- Amparo Garrido : Doña Socorro
- Diego Amozurrutia : Josué Huerta Almada
- Aldo Gallardo : Manuel Solís
- Ana Laura Najot : Toña
- Alejandro Calva : Padre Matías Quiroga
- Daniela Aedo : Lucrecia Córdoba Pedraza
- Adriano Zendejas : Julián Huerta Almada
- Robin Vega : Josue Huerta Almada
- Alejandro Cervantes : Manuel Solis
- Diego Velásquez : Cesar Cordoba Pedraza
- Claudio Báez : Lic. Luciano Ordorica
- Lucía Méndez : Inés Valdivia de Roura
- Laura Carmine : Lola
- Santiago VegaRuiz : José Maria "Chema"
- Salvador Sanchez : Padre Gabriel

## Diffusion internationale
| Pays                   | Chaîne                 | Titre           | Série prémière |
| ---------------------- | ---------------------- | --------------- | -------------- |
| Mexique                | Canal de las Estrellas | Mi pecado       | 15 juin 2009   |
| États-Unis             | Univision              | Mi pecado       | 8 mars 2010    |
| États-Unis             | UniMás                 | Mi pecado       |                |
| Équateur               | Gama TV                | Mi pecado       |                |
| Panama                 | Telemetro              | Mi pecado       |                |
| Salvador               | TCS                    | Mi pecado       |                |
| Venezuela              | Venevisión             | Mi pecado       |                |
| Pérou                  | América Televisión     | Mi pecado       |                |
| Colombie               | Canal RCN              | Mi pecado       |                |
| République dominicaine | Telemicro              | Mi pecado       |                |
| Chili                  | Mega                   | Mi pecado       |                |
| Chili                  | La Red                 | Mi pecado       |                |
| Serbie                 | RTV Pink               |                 |                |
| Monténégro             | Pink M                 |                 |                |
| Bosnie-Herzégovine     | Pink BH                |                 |                |
| Croatie                | HRT                    |                 |                |
| Espagne                | Nova                   |                 |                |
| Guatemala              | Televisiete            | Mi pecado       |                |
| Pologne                | TV4                    |                 |                |
| Paraguay               | Telefuturo             | Mi pecado       |                |
| Lituanie               | LNK                    |                 |                |
| Bulgarie               | bTV Lady               |                 |                |
| Géorgie                | GMG Serial             |                 |                |
| Kenya                  | Citizen TV             | Burden of Guilt |                |
| Slovaquie              | TV Doma                |                 |                |
| Estonie                | Kanal 2                |                 |                |
| Algérie                | Drama TV               |                 |                |
| Philippines            | Telenovela Channel     | Mi pecado       | 2 janvier 2023 |

### Sources
- (es) Cet article est partiellement ou en totalité issu de l’article de Wikipédia en espagnol intitulé « Mi pecado » (voir la liste des auteurs).